# 木屐寮斷層
木屐寮斷層（英語：Muchiliao Fault），位於台南市的活動斷層，屬於逆移斷層，呈北北東走向，由台南市白河區頭崎內里向南延伸至六重溪北岸崁頭里，長約7公里。

## 總結與評估
木屐寮斷層在航照上呈現明顯線形，更新世晚期地層受到傾動，但地表尚未發現斷層露頭，可能為盲斷層。由地球物理探勘結果，在木屐寮斷層西側地下淺部可能有分支斷層存在。
由GPS測量結果，除了受到集集大地震的影響以外，2002年以後木屐寮斷層兩側岩層的水平位移有明顯變化量，顯示斷層兩側為壓縮形式的逆移斷層的特性。
由於全新世岩層受到傾動，監測資料顯示有明顯位移，木屐寮斷層暫列第二類活動斷層。